# Panggarangan (plaats)
Panggarangan is een bestuurslaag in het regentschap Lebak van de provincie Banten, Indonesië. Panggarangan telt 3481 inwoners (volkstelling 2010).